# AMC Gremlin
La AMC Gremlin è un'autovettura subcompact prodotta dalla AMC dal 1970 al 1978.

## Storia

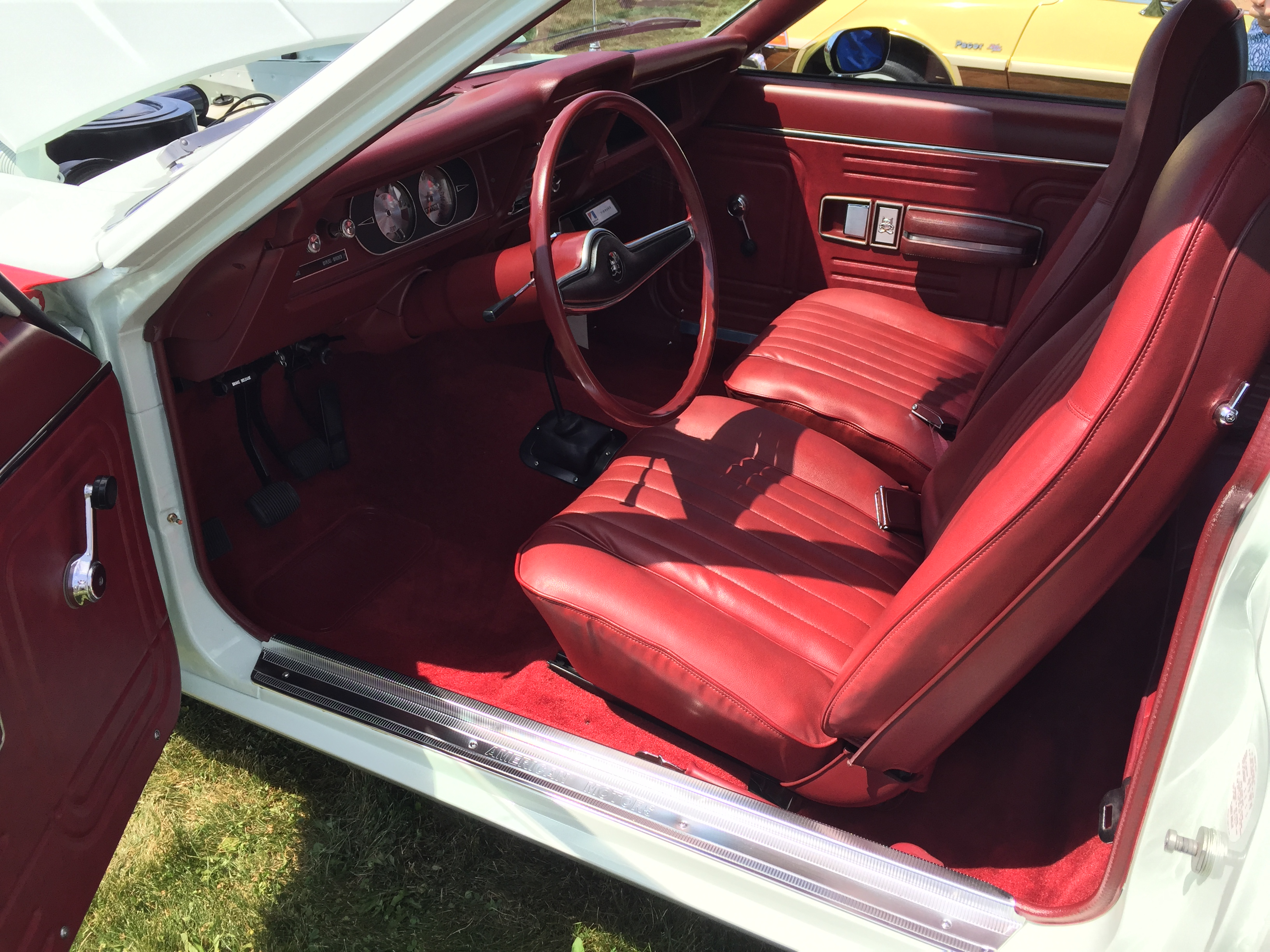
Interni

La Gremlin nacque in un momento in cui alla AMC mancavano i fondi per lo sviluppo di un nuovo modello. La casa automobilistica statunitense prese pertanto come riferimento il pianale di una vettura appena lanciata sui mercati, la AMC Hornet, e ne accorciò le dimensioni. Il modello ottenuto, a cui fu dato il nome di Gremlin, venne dotato di una coda di Kamm. La parte anteriore delle due vetture ed il loro cruscotto erano invece praticamente identici. Lo spazio per i passeggeri posteriori era estremamente limitato. Era offerta con un solo tipo di carrozzeria, hatchback due porte.
La Gremlin era un modello compatto, ma derivando da una vettura più grande, possedeva delle dimensioni ed un peso che erano maggiori di quelli delle vetture concorrenti. Anche i motori, per lo stesso motivo, erano piuttosto grandi. Avendo dei propulsori più potenti, la Gremlin era pertanto più veloce dei modelli concorrenti (nello specifico, la Gremlin era in diretta competizione con le Chevrolet Vega, Ford Pinto, Volkswagen Maggiolino e Toyota Corona). Grazie a queste caratteristiche, la AMC impostò la campagna pubblicitaria della Gremlin sottolineando il fatto che, a parità di prezzo e rispetto alle concorrenti, i potenziali acquirenti della Gremlin avrebbero potuto acquistare un modello dotato di caratteristiche migliori.
La Gremlin era disponibile con i seguenti motori:
- un sei cilindri in linea da 3,8 L di cilindrata che erogava 91 CV di potenza;
- un sei cilindri in linea da 4,2 L e 96-112 CV
- un V8 da 5 L e 122 CV (fino al model year 1976);
- un quattro cilindri in linea Audi da 2 L e 81 CV (da febbraio 1977).

Il motore era montato anteriormente, mentre la trazione era posteriore. Il cambio era manuale a tre o quattro rapporti oppure automatico a tre velocità.
Dall'aprile del 1970 all'estate del 1978 furono assemblati 671.475 esemplari di Gremlin.